# Andray Blatche
Andray Maurice Blatche (Syracuse, 22 agosto 1986) è un ex cestista statunitense naturalizzato filippino.

## Carriera

### High school
Blatche frequenta la South Kent School, nel Connecticut, e direttamente da lì passa alla National Basketball Association, tramite il Draft NBA 2005, nel quale i Washington Wizards lo scelgono al secondo giro, 49º posto, nonostante le previsioni lo dessero come scelto al primo giro. Prima di frequentare la scuola citata, passa quattro anni all'"Henninger" di Syracuse, New York, sua città natale. Qui raccoglie 25 punti, 18 rimbalzi e 8 stoppate di media, portando la squadra ad un record di 25-0. A South Kent, invece, le sue medie citano 27,5 punti, 16 rimbalzi e 6 stoppate, numeri raccolti nei suoi cinque anni trascorsi lì, guidando la squadra a un record di 32-9.

### NBA
Il 25 settembre 2005, fresco di contratto professionistico, Blatche viene colpito da un colpo partito dalla pistola del ladro che aveva rubato la sua automobile: ciononostante, il successivo 11 novembre riesce a esordire con la maglia della squadra della capitale degli Stati Uniti. Vista la sua poca esperienza, dipesa dal non aver giocato all'università, viene mandato in D-League ai Roanoke Dazzle, team satellite dei Wizards, dove in 6 partite colleziona 11,2 punti e 6,8 rimbalzi.
Per gli infortuni di Etan Thomas e Michael Ruffin, Blatche viene confermato ai Wizards durante la stagione NBA 2006-07. Gioca 56 partite, di cui 14 da titolare, totalizzando 3,7 punti e 3,4 rimbalzi di media. Il 5 febbraio 2007 fa registrare il suo career high di punti con 14, contro i Seattle SuperSonics grazie, in parte, all'infortunio occorso ad Antawn Jamison: nei 6 incontri che disputa in conseguenza di ciò, colleziona 8 punti e 7,7 rimbalzi di media.
Il 17 luglio 2012 i Wizards lo tagliano tramite l'amnesty clause per risparmiare i 23 milioni di dollari rimanenti nel suo contratto.
Il 12 settembre 2012 firma un contratto parzialmente garantito di un anno al minimo salariale per veterani con i Brooklyn Nets.

## Statistiche

### NBA

#### Regular Season
| Anno      | Squadra       | PG  | PT  | MP   | TC%  | 3P%  | TL%  | RP  | AP  | PRP | SP  | PP   |
| --------- | ------------- | --- | --- | ---- | ---- | ---- | ---- | --- | --- | --- | --- | ---- |
| 2005-2006 | Wash. Wizards | 29  | 0   | 6,0  | 38,8 | 23,1 | 83,3 | 1,3 | 0,3 | 0,2 | 0,2 | 2,2  |
| 2006-2007 | Wash. Wizards | 56  | 13  | 12,2 | 43,7 | 14,8 | 61,2 | 3,4 | 0,7 | 0,3 | 0,6 | 3,7  |
| 2007-2008 | Wash. Wizards | 82  | 15  | 20,4 | 47,4 | 23,1 | 69,5 | 5,2 | 1,1 | 0,6 | 1,4 | 7,5  |
| 2008-2009 | Wash. Wizards | 71  | 36  | 24,0 | 47,1 | 23,8 | 70,4 | 5,3 | 1,7 | 0,7 | 1,0 | 10,0 |
| 2009-2010 | Wash. Wizards | 81  | 36  | 27,9 | 47,8 | 29,5 | 74,4 | 6,3 | 2,1 | 1,0 | 0,9 | 14,1 |
| 2010-2011 | Wash. Wizards | 64  | 63  | 33,9 | 44,5 | 22,2 | 77,7 | 8,2 | 2,3 | 1,5 | 0,8 | 16,8 |
| 2011-2012 | Wash. Wizards | 26  | 13  | 24,1 | 38,0 | 28,6 | 67,3 | 5,8 | 1,1 | 0,8 | 0,7 | 8,5  |
| 2012-2013 | Brooklyn Nets | 82  | 8   | 19,0 | 51,2 | 13,6 | 68,5 | 5,1 | 1,0 | 1,0 | 0,7 | 10,3 |
| 2013-2014 | Brooklyn Nets | 73  | 7   | 22,2 | 47,6 | 27,8 | 74,2 | 5,3 | 1,5 | 1,0 | 0,5 | 11,2 |
| Carriera  | Carriera      | 564 | 191 | 22,1 | 46,7 | 23,7 | 72,5 | 5,4 | 1,4 | 0,9 | 0,8 | 10,1 |

#### Playoffs
| Anno     | Squadra       | PG | PT | MP   | TC%  | 3P% | TL%  | RP  | AP  | PRP | SP  | PP   |
| -------- | ------------- | -- | -- | ---- | ---- | --- | ---- | --- | --- | --- | --- | ---- |
| 2007     | Wash. Wizards | 2  | 0  | 12,5 | 66,7 | -   | 100  | 3,5 | 0,0 | 0,0 | 0,0 | 4,5  |
| 2008     | Wash. Wizards | 6  | 0  | 14,8 | 42,9 | -   | 33,3 | 3,3 | 0,2 | 0,3 | 1,0 | 3,7  |
| 2013     | Brooklyn Nets | 7  | 0  | 19,7 | 50,0 | -   | 82,4 | 4,9 | 1,3 | 0,3 | 0,4 | 10,3 |
| 2014     | Brooklyn Nets | 12 | 0  | 14,3 | 44,8 | 0,0 | 83,3 | 5,0 | 0,3 | 0,5 | 0,2 | 6,4  |
| Carriera | Carriera      | 27 | 0  | 15,7 | 47,6 | 0,0 | 73,3 | 4,5 | 0,5 | 0,4 | 0,4 | 6,7  |

## Palmarès
- Campionato cinese: 1

Xinjiang Flying Tigers: 2016-17